# Ogonna Nnamani
Ogonna Nneka Nnamani (ur. 29 lipca 1983 w Bloomington) – amerykańska siatkarka, reprezentantka kraju, grająca na pozycji przyjmującej. Uczestniczka Igrzysk Olimpijskich 2004 w Atenach. Największy sukces z reprezentacją odniosła w 2008, zdobywając srebrny medal na Igrzyskach Olimpijskich w Pekinie.

## Kluby
| Lata                      | Klub                        |
| ------------------------- | --------------------------- |
| 1999–2004                 | Stanford University         |
| 2002–2006                 | Ellini Elite                |
| 2004–2006                 | Pinkin de Corozal           |
| 2006 (do 08.12.2006)      | Rebecchi Cariparma Piacenza |
| 2006–2007 (od 12.2006)    | Voléro Zurych               |
| 2007–2008 (od 06.12.2007) | Asystel Novara              |
| 2008–2009                 | Galatasaray Stambuł         |
| 2009–2011                 | VK Modranská Prostějov      |

## Sukcesy klubowe
Mistrzostwa NCAA:
- 2002
- 2000, 2003

Liga portorykańska:
- 2006

Puchar Szwajcarii:
- 2007

Liga szwajcarska:
- 2007

Liga Mistrzyń:
- 2008

Puchar Czech:
- 2010

Liga czeska:
- 2010

## Sukcesy reprezentacyjne
Igrzyska Panamerykańskie:
- 2003

Puchar Panamerykański:
- 2004
- 2010

Volley Masters Montreux:
- 2004, 2010

World Grand Prix:
- 2010
- 2004

Mistrzostwa Ameryki Północnej, Środkowej i Karaibów:
- 2007

Puchar Świata:
- 2007

Igrzyska Olimpijskie:
- 2008